# 尖尾倒刺鲀
倒刺魨（学名：Tydemania navigatoris），又名尖尾倒刺魨、三刺魨、三腳釘、三角狄，为輻鰭魚綱魨形目擬三刺魨亞目擬三棘魨科倒刺魨屬下的一个种，為熱帶海水魚，分布於印度西太平洋區，從東非至日本、菲律賓、印尼海域，棲息深度50-607公尺，體長可達12公分，棲息在底層水域，以魚鱗為食，生活習性不明。